# SRO-anlæg
 Der er for få eller ingen kildehenvisninger i denne artikel, hvilket er et problem. Du kan hjælpe ved at angive troværdige kilder til de påstande, som fremføres i artiklen.

SRO-anlæg (Styring Regulering Overvågning) er en fællesbetegnelse for et samlet elektronisk system til styring og overvågning af et automatisk anlæg, f.eks. et produktionsanlæg på en fabrik, et vandværk, et kraftværk eller et renseanlæg.
Der kan være mange forskellige enheder tilknyttet et SRO-anlæg, men de typiske komponenter er en eller flere PLC'er samt et SCADA-system  (Supervisory Control And Data Acquisition).
PLC'en er den enhed som styrer selve processen. Den har selv typisk ingen brugergrænseflade.
SCADA-systemet er operatørens interface til processen (PLC'en), og kan bestå af en eller flere SCADA'er som samler informationer op fra PLC'erne, samt et antal klienter som er operatørens adgang til processen.